# New Sarepta
New Sarepta est un hameau situé dans la province d'Alberta, dans le centre-est.